# Mikuláš Radziwiłł
Mikuláš Radziwiłł také Mikołaj Radziwiłł Šestý přezdívaný Červený (polsky Mikołaj Radziwiłł Rudy, litevsky Radvila Rudasis) (1512 Ňasviž – 27. dubna 1584, Vilnius) byl polsko-litevským šlechticem, falckrabětem Vilniusu, litevským kancléřem, od roku 1576 hejtmanem v Litevském velkoknížectví a později v Polsko-litevské unii. Spolu se svým bratrancem Mikulášem Radziwiłłem „Černým“ získali pro rod Radziwiłłů titul říšských knížat Svaté říše římské.
Mikuláš Radziwiłł velkou část života působil jako vojenský velitel. Ačkoliv nebyl zrovna nejslavnějším hejtmanem Polsko-litevské unie, tak za vlády krále Štěpána Báthoryho byl úspěšný v obraně východní hranice Rzeczipospolite proti Moskvě. Zřejmě nejvýznamnějšího vítězství dosáhl v bitvě u Uly v roce 1564, ve které porazil mnohem silnější vojsko Ivana IV. Hrozného. Radziwiłłova politická kariéra byla spojena s jeho bratrancem Mikulášem Radziwiłłem „Černým“ , se kterým uzavřel spojenectví proti ostatním mocným litevským rodům, se kterými soupeřili o dominantní postavení v Litevském velkoknížectví. Toto spojenectví založilo soudržnost mezi jednotnými větvemi rodu Radziwiłlů a ukázalo, jak mohou rodové zájmy ovlivnit vztahy magnátů ke státu. Stal obhájcem litevské suverenity, a silným oponentem unie s Polskem (Lublinská unie z roku 1569). Na rozdíl od ostatních magnátů odmítl zákon podepsat, protože podle jeho názoru škodil zájmům Litevského velkoknížectví. Byl jedním z nejvýznamnějších konvertitů a obhájců protestantské víry v polsko-litevské unii a i jeho potomci byli věrnými přivrženci a obhájci litevské evangelické reformované církve.
Původní erb Radziwiłłů, skládající se ze tří lesních rohů na modrém poli byl po přijetí obou bratranců mezi říšská knížata umístěn jako srdeční štítek na novém erbu tvořeném černým orlem na zlatém poli.

## Galerie

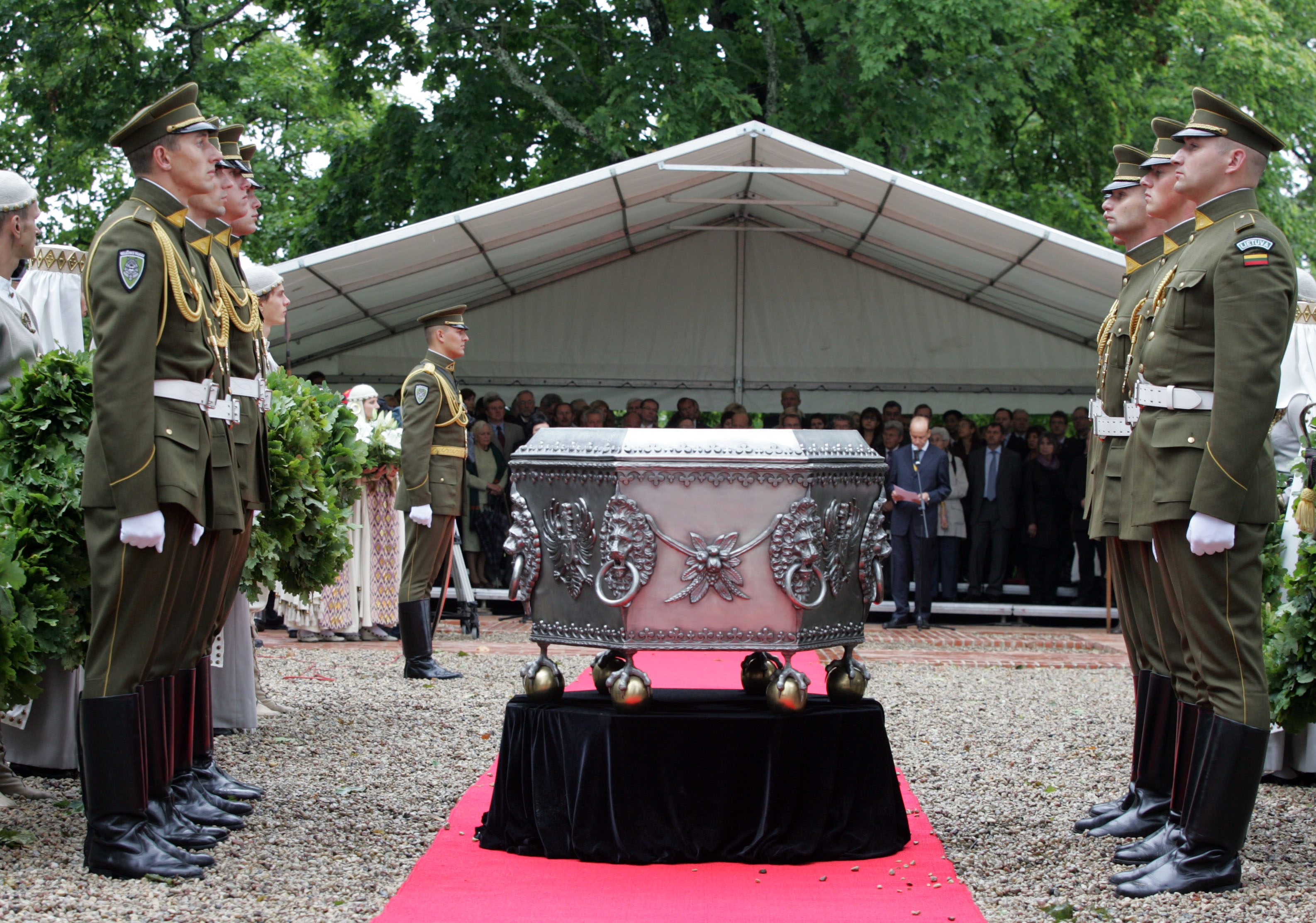
Znovupohřbení Mikuláše Radziwiłła Červeného v Dubingiai v Litvě
Erb rodu Radziwiłłů